# Jatny
Jatny (Jatny Potok) – potok, prawobrzeżny dopływ Brennicy o długości 2,6 km i powierzchni zlewni 3,1 km². 
Potok płynie w Beskidzie Śląskim w granicach administracyjnych Brennej. Jego źródła znajdują się na wysokości ok. 700 m n.p.m. na południowych stokach Małej Cisowej. Spływa w kierunku południowym, a następnie południowo-zachodnim. Uchodzi do Brennicy na wysokości 398 m n.p.m., tuż powyżej rozwidlenia doliny i ujścia Leśnicy.
Nazwa pochodzi od słowa jata, oznaczającego „budę z chrustu, szałas z gałęzi, prymitywną drewnianą chatę”.